# Santa Ana Matlavat Centro
Santa Ana Matlavat Centro, eller bara Santa Ana Matlavat, är en ort och ejido i Mexiko, tillhörande kommunen Aculco i den nordvästra delen av delstaten Mexiko, i den centrala delen av landet. Orten hade 1 869 invånare vid folkräkningen 2010.